# Matt Ryan
Matt Ryan (también conocido como Matthew Evans, Swansea, Gales, 11 de abril de 1981) es un actor británico.

## Biografía
Matt nació en Swansea, Gales. Es hijo de Steve Evans, un cartero convertido en productor de discos, y Maria Evans, una profesora de danza. Asistió a la primaria y secundaria de Penyrheol y a la Universidad Gorseinon, donde completó un curso BTEC en Artes Escénicas. Apareció en la producción de Les Misérables en el papel de Gavroche. Se graduó en la Bristol Old Vic en 2003 y se unió a la Royal Shakespeare Company en 2004.

### Carrera
Ryan debutó en 2001, cuando participó en un episodio de Nuts and Bolts; otros créditos televisivos son: Mine All Mine, The Tudors, Holby Blue y Torchwood. Entre sus créditos cinematográficos se encuentran: Layer Cake, Miss Pettigrew Lives for a Day y Flypaper.
En 2010 fue elegido para interpretar a Mick Rawson en Criminal Minds, donde participó en un piloto plantado para la serie derivada Criminal Minds: Suspect Behavior, que coprotagonizó durante 2011. En 2013 realizó la captura de voz y movimiento de Edward Kenway, personaje del videojuego Assassin's Creed IV: Black Flag.
El 21 de febrero de 2014 fue anunciado que Ryan fue seleccionado para interpretar a John Constantine en Constantine, serie basada en el comic book Hellblazer, publicado por DC Comics, sin embargo fue cancelada tras la primera temporada.
El 11 de agosto de 2015, se dio a conocer que Ryan retomaría el personaje de Constantine durante la cuarta temporada de Arrow.

## Filmografía
| Cine        | Cine                                      | Cine                                          | Cine                                               |
| Año         | Película                                  | Rol                                           | Notas                                              |
| ----------- | ----------------------------------------- | --------------------------------------------- | -------------------------------------------------- |
| 2002        | Pocket Money                              | Johnny                                        | Cortometraje                                       |
| 2004        | Layer Cake                                | Drogadicto #2                                 |                                                    |
| 2007        | Blood Monkey                              | Seth                                          |                                                    |
| 2008        | Miss Pettigrew Lives for a Day            | Gerry                                         |                                                    |
| 2009        | Wild Decembers                            | Bugler                                        |                                                    |
| 2011        | Flypaper                                  | Gates                                         |                                                    |
| 2012        | Armistice                                 | Edward Sterling                               |                                                    |
| 2013        | 500 Miles North                           | John Hogg                                     |                                                    |
| 2016        | Away                                      | Dex                                           |                                                    |
| 2017        | Justice League Dark                       | John Constantine (voz)                        | Película de animación                              |
| 2018        | Constantine: City of Demons               | John Constantine / Demonios Constantine (voz) | Película animada                                   |
| 2020        | Adverse                                   | Jake                                          |                                                    |
| 2020        | Justice League Dark: Apokolips War        | John Constantine (voz)                        |                                                    |
| 2022        | Constantine: The House of Mystery         | John Constantine (voz)                        | Cortometraje                                       |
| 2024        | Justice League: Crisis on Infinite Earths | John Constantine (voz)                        | Película directo a video (voz)                     |
| Televisión  |                                           |                                               |                                                    |
| Año         | Título                                    | Rol                                           | Notas                                              |
| 2001        | Nuts and Bolts                            | Gilly                                         |                                                    |
| 2004        | Mine All Mine                             | Tonker                                        | 2 episodios                                        |
| 2007        | The Tudors                                | Richard Pace                                  |                                                    |
| 2007        | Consenting Adults                         | Charley Bullard                               | Película de televisión                             |
| 2008        | Torchwood                                 | Dale                                          | 3 episodios                                        |
| 2008        | Holby Blue                                | Frankie                                       | 1 episodio                                         |
| 2009        | Collision                                 | Dave Brown                                    | Miniserie; 5 episodios                             |
| 2010        | Criminal Minds                            | Mick Rawson                                   | 1 episodio                                         |
| 2011        | Criminal Minds: Suspect Behavior          | Mick Rawson                                   | Elenco principal                                   |
| 2014-2015   | Constantine                               | John Constantine                              | Elenco principal                                   |
| 2015        | Arrow                                     | John Constantine                              | 1 episodio                                         |
| 2017        | The Halcyon                               | Joe O'hara                                    | Elenco principal                                   |
| 2017-2022   | DC's Legends of Tomorrow                  | Gwyn Davies                                   | Papel principal (Temporada 7)                      |
| 2017-2022   | DC's Legends of Tomorrow                  | John Constantine                              | Recurrente (Temporada 3) Principal (Temporada 4-6) |
| 2018-2019   | Constantine: City of Demons               | John Constantine                              | Protagonista (voz)                                 |
| 2019        | Batwoman                                  | John Constantine                              | 1 episodio                                         |
| 2019        | The Flash                                 | John Constantine                              | 1 episodio                                         |
| Videojuegos |                                           |                                               |                                                    |
| Año         | Título                                    | Rol                                           | Notas                                              |
| 2013        | Assassin's Creed IV: Black Flag           | Edward Kenway                                 | Protagonista (voz)                                 |